# Rapoltu Mare
Rapoltu Mare – wieś w Rumunii, w okręgu Hunedoara, w gminie Rapoltu Mare. W 2011 roku liczyła 920 mieszkańców.